# 格雷文科普
格雷文科普是德国石勒苏益格－荷尔斯泰因州的一个市镇。总面积9.63平方公里，总人口334人，其中男性178人，女性156人（2011年12月31日），人口密度35人/平方公里。